# لاكي سترايك
لاكي سترايك: هي علامة تجارية أمريكية، اشتهرت بإنتاج السجائر. كانت بدايات شركة لاكي سترايك في عام 1871 في ولاية فرجينيا الأمريكية. امتازت سجائر لاكي سترايك بأنها سجائر رفيعة، بدون فلتر، مُنكهة بنكهات معينة. وقد استخدمت لاكي سترايك شعار (It's toasted)؛ بمعنى (سجائر معقمة) عام 1917، لتوحي بأن السجائر معقمة، ومحمصة، وغير ضارة بالصحة. استهدفت لاكي سترايك النساء بشكل كبير في حملاتها الدعائية؛ حيث أن التدخين من قبل النساء كان مرفوضًا اجتماعيًا قبل الحرب العالمية الثانية.